# بيتو باربوسا
بيتو باربوسا (بالبرتغالية: Beto Barbosa‏) هو ملحن برازيلي، ولد في 27 فبراير 1955 في بليم في البرازيل.